# Nikol Merizaj
Nikol Merizaj (ur. 7 sierpnia 1998 w Fierze) – albańska pływaczka, specjalizująca się w stylu dowolnym. Olimpijka z Rio de Janeiro oraz w Tokio.

## Kariera sportowa
Pływanie zaczęła uprawiać w lutym 2013 roku. W 2015 roku wystąpiła na mistrzostwach świata, na których zajęła 80. miejsce na 100 m stylem dowolnym i 58. na 200 m stylem dowolnym. Rok później wystartowała na igrzyskach olimpijskich, na których była 43. na 100 m stylem dowolnym. W 2017 roku ponownie wystąpiła na mistrzostwach świata, na których zakończyła rywalizację na 52. miejscu na 50 m stylem dowolnym i 58. na 100 m stylem dowolnym. W 2019 roku wzięła udział w mistrzostwach świata, na których uplasowała się na 54. pozycji na 50 m stylem dowolnym i 57. na 100 m stylem dowolnym. W 2021 roku ponownie wystąpiła na igrzyskach olimpijskich, na których zajęła 42. miejsce na 50 m stylem dowolnym. Rok później ponownie wystąpiła na mistrzostwach świata, zajmując 38. miejsce na 50 m stylem dowolnym.
Jej pierwszym trenerem był Pavllo Kisi, a później trenował ją Sadik Mema. Była reprezentantką klubu Stela, a później została zawodniczką Swimming Club Tirana, gdzie jej trenerem został Arjan Fetishaj.

## Rekordy życiowe
Stan na 24 sierpnia 2022. Na podstawie:
- 50 m stylem dowolnym – 26,06 s (Ateny, 13 maja 2022), rekord Albanii
- 100 m stylem dowolnym – 57,75 s (Sofia, 2 kwietnia 2021), rekord Albanii
- 200 m stylem dowolnym – 2:08,14 s (Ateny, 15 lutego 2020), rekord Albanii
- 50 m stylem dowolnym (basen 25 m) – 25,40 s (Abu Zabi, 20 grudnia 2021), rekord Albanii
- 100 m stylem dowolnym (basen 25 m) – 58,20 s (Tirana, kwiecień 2020), rekord Albanii